# Інсорсинг
Інс́орсинг — створення власних автономних структурних одиниць (компаній), що надають спеціалізовані послуги, як підрозділам підприємства, так і зовнішнім контрагентам. Зазвичай відбирають стандартні, загальні для кількох підрозділів оперативні процеси і доручають виконувати їх автономному центру спільного обслуговування. За надані підрозділам компанії послуги він стягує з кожного з них плату, пропорційну обсягом послуг. Найчастіше застосовують для процесів, пов'язаних з:
- фінансами (обробка витрат, нарахування заробітної плати);

- трудовими ресурсами (ведення трудових записів працівників, тренінги);

- інформаційними системами (системна підтримка, навчання).

Головна перевага інсорсингу полягає в наочності схеми бюджету. А традиційним розвитком інсорсінгової компанії, її своєрідним переродженням з компанії абонентського обслуговування комп'ютерів, є її продаж якого-небудь гравцеві ІТ-ринку. Продаж свого ІТ-підрозділу, по-перше, дозволяє материнському підприємству заробити. По-друге, тут же з покупцем укладається договір про клієнтське обслуговування. У такому випадку гарантується звичний рівень обслуговування, усталені стандарти й інші переваги ІТ-аутсорсингу.

## Причини інсорсингу
Причини інсорсингу можуть бути різноманітними і залежать від конкретних потреб і обставин компанії. Ось деякі з них:
- Збереження контролю. Інсорсинг дозволяє компанії зберегти більший контроль над процесами та якістю виконання завдань, оскільки вони не залежать від зовнішніх постачальників.
- Збільшення конфіденційності. У випадках, коли інформація або дані є конфіденційними або важливими для безпеки компанії, інсорсинг може бути обраною стратегією для збереження цих даних всередині компанії.
- Ефективність та якість. Виконання деяких завдань власними силами може дозволити досягти вищої якості та ефективності, оскільки внутрішні команди можуть краще розуміти потреби та цілі компанії.
- Флексібільність. Інсорсинг дозволяє компанії бути більш гнучкою у вирішенні завдань та змінювати пріоритети без обмежень, які можуть бути пов'язані з контрактами з постачальниками.
- Зменшення ризику. В деяких галузях, де ризики стосуються надмірної залежності від зовнішніх постачальників або змін на ринку, інсорсинг може зменшити ці ризики.
- Ефективність витрат. Для деяких компаній інсорсинг може бути більш ефективним за фінансового погляду, оскільки він дозволяє уникнути додаткових витрат на зовнішні послуги та управління ними.
- Зростання компетенцій. Компанії можуть використовувати інсорсинг для розвитку внутрішніх знань та компетенцій, що може підвищити їхню конкурентоспроможність.

Зазначено, що інсорсинг може бути корисним в певних ситуаціях, але важливо враховувати всі аспекти і обставини, перш ніж приймати рішення щодо внутрішньої або зовнішньої реалізації бізнес-процесів.

## Реалізація інсорсингового проекту
Щоб реалізувати інсорсинговий проект компанії, необхідно здійснити:
- розробку економічної моделі;
- уточнення правових аспектів діяльності компанії-інсорсера;
- реєстрацію відповідної юридичної особи, а також отримання всіх ліцензій та дозволів;
- розробку каталогу послуг, схеми тарифікації та системи тарифів;
- підготовку типових договорів і угод щодо рівня сервісу (SLA);
- проведення інвентаризації та передачі ІТ-активів інсорсеру;
- планування організаційно-штатної структури інсорсера і здійснення переказу співробітників;
- створення служби (або декількох служб) замовника;
- планування бюджету проекту і річного бюджету інсорсера;
- укладення договору між інсорсером і замовником;
- переукладання договорів із зовнішніми провайдерами послуг.

## Приклади інсорсингу
- використання бази даних клієнтів, отриманої при продажі певного виду товару для продажу або просування іншого товару
- використання ноу-хау або унікальних кадрів, спочатку призначених для одного виду діяльності, для іншого виду діяльності.

Інформація, необхідна для розгляду рішення про інсорсинг включає в себе:
- вартість виду діяльності та його практичну потужність, величину стандартної ставки драйвера витрат
- інформацію про фактичну потужність, рівні завантаження
- інформацію про альтернативи продажу вільної потужності та її економічних параметрів.